# 上野原城
上野原城（うえのはらじょう）は、甲斐国（現在の山梨県上野原市上野原）にあった日本の城。

## 概要
上野原城は武蔵七党の古郡氏が築いた城である。横山忠重が康治年間、古郡郷の別当大夫となり、古郡姓を称した。建暦3年（1213年）、古郡保忠の時に、和田合戦で敗れ滅亡した。
その後、武田信玄の時代には、都留郡上野原の国衆で、武田氏の家臣・加藤氏が入城した。天正10年（1582年）3月、武田勝頼が織田信長に敗れ、天目山の戦いで窮地に陥った際には、加藤信景(加藤景忠の子)は主君救援のため、駆けつけようとしたが、武蔵国箱根ヶ崎（東京都瑞穂町）において相模国の北条氏政に敗れて滅亡した。
現在、城跡遺構は宅地開発や高速道路建設で消滅している。